# Carolina Vera Squella
Carolina Vera Squella (Valparaíso, 4 gennaio 1973) è un'attrice e doppiatrice cilena naturalizzata tedesca.

## Biografia
All'età di dieci anni emigra in Germania con la madre e impara il tedesco. Prima di lasciare la scuola, torna in Cile per vivere con il padre per un anno e ottiene l'abilitazione all'università. Tornata a Berlino, ha iniziato a studiare comunicazione sociale e commerciale al Universität der Künste.
Ha frequentato la  Royal Central School of Speech and Drama di Londra per tre mesi nell'estate del 1999. Dal 2002 al 2005 ha studiato recitazione presso Hochschule für Schauspielkunst Ernst Busch.

## Filmografia

### Cinema
- 666 – Traue keinem, mit dem du schläfst! - regia di Rainer Matsutani (2002)
- Profumo - Storia di un assassino (Perfume: The Story of a Murderer) - regia di Tom Tykwer (2006)
- Video Kings - regia di Daniel Acht e Ali Eckhert (2007)
- Das Leben ist nichts für Feiglinge - regia di André Erkau (2012)

### Televisione
- Gute Zeiten, schlechte Zeiten - serie TV (66 episodi) (1993)
- Stefanie (Für alle Fälle Stefanie) - serie TV (15 episodi) (1995)
- Wolff, un poliziotto a Berlino (Wolffs Revier) - serie TV (1998)
- Klinik unter Palmen - serie TV (6 episodi) (2000-2001)
- Herzschlag - Das Ärzteteam Nord - serie TV (2002)
- Bewegte Männer - serie TV (11 episodi) (2003-2006)
- 18 - Allein unter Mädchen - serie TV (20 episodi) (2004)
- Commissario Laurenti - serie TV (2006-2009)
- Die Anwälte - serie TV (8 episodi) (2008)
- Schutzlos - regia di René Heisig - film TV (2009)
- Konrad Adenauer – Stunden der Entscheidung - regia di Stefan Schneider - film TV (2012)
- Konrad Adenauer – Stunden der Entscheidung - regia di Stefan Schneider (2012)
- Rosamunde Pilcher - serie TV (2014)
- Unterm Radar - regia di Elmar Fischer - film TV (2015)
- Nord Nord Mord - serie TV (2017)
- Die verlorene Tochter - serie TV (3 episodi) (2020)
- Bibi & Tina – Die Serie - serie TV (2 episodi) (2020)
- Il commissario Köster (Der Alte) - serie TV (2023)
- La nave dei sogni (Das Traumschiff) - serie TV (2023)

## Doppiaggio

### Film
- Sofía Vergara in Capodanno a New York, Fuga in tacchi a spillo
- Penélope Cruz in Gioco di donna,  Assassinio sull'Orient Express
- Lady Gaga in A Star Is Born, Joker: Folie à Deux
- Kate del Castillo in Bad Boys for Life
- Ana de la Reguera in La notte del giudizio per sempre
- Adriana Paz in Chupa
- Paz Vega in Vendetta finale, Rambo: Last Blood
- MJ Rodriguez [2] in Transformers - Il risveglio

### Film d'animazione
- Kitty in Il gatto con gli stivali, Il gatto con gli stivali 2 - L'ultimo desiderio
- Flamenca in Emoji - Accendi le emozioni
- Rio Morales in Spider-Man - Un nuovo universo, Spider-Man: Across the Spider-Verse

### Serie televisive
- Dania Ramírez in Heroes, Tell Me a Story
- Alice Braga in Regina del Sud
- Presciliana Esparolini in NCIS: Los Angeles
- Dawn Olivieri in NCIS: Hawai'i
- Jodie Tarleton in M.O.D.O.K.
- Caroline Berrera in I Simpson